# 絹眼蝶屬
絹眼蝶屬（學名：Davidina）是眼蝶亞科眼蝶族眼蝶亞族中的一個屬。物種分佈於中國溫帶地區。

## 物種
- 絹眼蝶 Davidina armandi
- 黑絹眼蝶 Davidina alticola

## 腳註
1. ↑  Brower, Andrew V. Z. 2006. Davidina Oberthür 1879. Version 29 November 2006 (temporary). http://tolweb.org/Davidina/92973/2006.11.29 （页面存档备份，存于） in The Tree of Life Web Project, http://tolweb.org/ （页面存档备份，存于）